# Ancylotropus cariniscutis
Ancylotropus cariniscutis är en stekelart som beskrevs av Peter Cameron 1909.
Ancylotropus cariniscutis ingår i släktet Ancylotropus och familjen Eucharitidae. Artens utbredningsområde är Filippinerna och Thailand. Inga underarter finns listade i Catalogue of Life.